# Израелске одбрамбене снаге
Израелске одбрамбене снаге (хебрејски: צה"ל — Цахал или צבא ההגנה לישראל — Ц'ва Ха-Хагана Ле-Исраел — „Снага за одбрану Израела”), у Израелу познате и под акронимом Дзахал, назив је за израелску армију која се састоји од израелске копнене војске, израелског ратног ваздухопловства и израелске ратне морнарице.
Време оснивања израелске војске поклапа се с временом оснивања државе, годином 1948, а претечу данашњих одбрамбених снага ваља тражити у паравојним јединицама познатим под називом Хагана, посебно у оперативној грани Палмах.
Израелске одбрамбене снаге разликују се од оружаних снага осталих држава на више начина. Од свог настанка, ИОС су биле посебно осмишљене да одговарају јединственој безбедносној ситуацији у Израелу. ИОС су једна од најистакнутијих институција у израелском друштву, утичући на економију, културу и политичку сцену Израела.

## Историја
Корени ИОС налазе се у јеврејским паравојним организацијама насталим на територији Палестине за време Друге Алије (1904—1914). Прва таква организација била је Бар-Гиора, настала у септембру 1907. године. Током Првог светског рата, претеча Хагане/ИОС била је Јеврејска легија у саставу британске војске. Након арапских побуна против Јевреја у априлу 1920. године, настала је Хагана.
Израелске одбрамбене снаге настале су након оснивања државе Израел, наредбом премијера Давида Бен-Гуриона, 26. маја 1948, којом се укидају све остале јеврејске оружане снаге и оснивају Израелске одбрамбене снаге. Нова армија се организовала током Арапско-израелског рата 1948. године у којем је новонастала држава Израел однела своју прву победу.
По завршетку рата из 1948. године, ИОС су се пребациле на конфликт ниског интензитета против палестинских герилаца. У Суецком рату, 1956. године, Израелска војска се доказала заузимајући Синајско полуострво, које је касније враћено Египту. 1967. године, у Шестодневном рату, Израел је од суседних арапских држава освојио Синајско полуострво, Појас Газе, Западну Обалу (укључујући Источни Јерусалим) и Голанску висораван, мењајући односе снага у регији, као и улогу ИОС. У предстојећим годинама, све до Јомкипурског рата, ИОС су водиле Рат исцрпљивања против Египта на Синају и погранични рат против Палестинске ослободилачке организације у Јордану.
Јомкипурски рат у потпуности је променио процедуре и прилаз ратовању Израелских одбрамбених снага. Дошло је до промена у организацији и више је времена посвећено обуци за конвенционално ратовање. У предстојећим годинама, улога војске поново се пребацила на конфликте ниског интензитета, уличне борбе и против-тероризам. ИОС биле су умешане у Либански грађански рат, где су покренуле Операцију Литани, у којој су истерале палестинске герилце из Либана. Од тада, главни фокус израелске војске су палестински милитанти, посебно током Прве и Друге Интифаде, Операције одбрамбени зид и Операције Ливено олово. Хезболах је такође растућа претња Израелу. Против Хезболаха, Израел је водио рат 2006. године.

### Ратови у којима су учествовале Израелске одбрамбене снаге
- Арапско-израелски рат (1948—1949) — Почео је као шестомесечни грађански рат између Арапа и Јевреја у британској Палестини, а израелским проглашењем државе и интервенцијом неколико арапских држава прерастао је у прави рат.
- Операције одмазде — Низ операција спроведен од стране Израелских одбрамбених снага током 50-их и 60-их година прошлог века. Ове операције биле су одговор на терористичке нападе током којих су палестински милитанти прелазили из Сирије, Јордана, и Египта да би вршили герилске нападе на израелску војску.
- Суецки рат (Суецка криза) (октобар 1956)-Водио се између Египта и удружених снага Израела, Уједињеног Краљевства и Француске, које су се удружиле у тајни савез против одлуке египатског лидера Насера да национализује Суецки канал. Европске су се снаге у том рату бориле из економских разлога, док је Израел хтео отворени канал за своје бродове и окончање упада арапских герилаца из Египта.
- Шестодневни рат (јун 1967) — Водио се између Израела и његових арапских суседа: Египта, Сирије и Јордана. Ирак, Саудијска Арабија, Кувајт и Алжир такође су помагали арапским снагама, снабдевајући их људством и оружјем. У овом рату, Израел је освојио: Западну обалу од Јордана, Голанску висораван од Сирије, те Синај и Газу од Египта.
- Рат исцрпљивања (1968—1970) — Био је ограничени рат између Египта и Израела који се водио од 1968. до 1970. Отпочео га је Египат у намери да заузме Синајско полуострво које је изгубио у Шестодневном рату. Рат је завршио прекидом ватре 1970. са линијама разграничења између те двије државе која је остала непромењена.
- Јомкипурски рат (октобар 1973) — Рат између Израела и коалиције арапских земаља под вођством Египта и Сирије између 6. и 26. октобра 1973. Рат је почео на дан јеврејског празника Јом Кипур изненадним нападом Египћана и Сиријаца. Напали су Синај и Голанску висораван, које је Израел заузео 1967.
- Операција Литани (1978) — Израелска инвазија јужног Либана до реке Литани 1978. године. Војна операција била је усмерена против снага ПЛО-а, које се повлаче. Након тога Израел повлачи своје трупе из Либана.
- Либански рат (1982) — Израел је 6. јуна 1982. извршио инвазију на јужни Либан како би из њега истерао ПЛО. Против Израелске војске борили су се ПЛО, Сирија и Амал. Либански рат 1982. такође се назива и Први либански рат (у односу на Либански рат 2006).
- Либански грађански рат (1982—2000) — 22 године дуг отпор Либанаца против инвазије израелске војске и њихових савезника, либанских милитаната.
- Прва интифада (1987—1993) — Први велики устанак Палестинаца против Израела. Конфронтације су често називане „Рат камења”, због тога што је главно оружје демонстраната било камење.
- Друга интифада (2000—2005) — Талас насиља који је почео 28. септембра 2000. између палестинских Арапа и Израелаца; такође се назива Интифада ел Акса.
- Рат у Либану (2006) — Серија војних интервенција у Либану и северном Израелу која је ескалирала након што је Хезболах 12. јула 2006. упао у северни део Израела и отео 2 војника. Опште је прихваћено мишљење да је ово до данас највећи оружани сукоб у којем не учествују САД.
- Операција Ливено олово (2008—2009) — Војне акције Израела против Хамаса у појасу Газе који је избио последњих дана 2008. године. Операција је одговор Израела на ракетне и минобацачке нападе из појаса Газе на Израел. Израел је покренуо серију ваздушних удара против Палестинаца, а убрзо је отпочео и са копненом офанзивом.

## Буџет
Током 50-их и 60-их година прошлог века, Израел је просечно трошио 9% БДП-а на војску. Војни буџет значајно је порастао након Шестодневног рата и Јомкипурског рата. На свом врхунцу, 80-их, војни буџет износио је 24% израелског БДП-а, али након потписивања мировних споразума са Јорданом и Египтом пао је на 9%. 2008. године, Израел је на војску потрошио 16,2 милијарде долара (2.300 долара по становнику).
30. септембра 2009. министар одбране Ехуд Барак, министар финансија Јувал Стајниц и премијер Бенјамин Нетанјаху одобрили су додатних 1,5 милијарди израелских Шекела за војни буџет, због проблема са Ираном.

## Наоружање

### Технологија
ИОС поседују врхунско оружје и компјутерске системе. Део опреме долази из САД (јуришна пушка М4А1, СР-25 7,62 мм полу-аутоматски снајпер, ловачки авиони F-15 Игл и F-16 фајтинг фалкон, хеликоптери AH-64 Апач и AH-1 Кобра). Већина опреме је модификована за потребе израелске војске. Израел има развијену домаћу војну индустрију, која је произвела оружје и возила међу којима су: главни борбени тенк Меркава, ловачки авион Кфир, јуришне пушке ИМИ Галил и Тавор, те аутомат Узи. Израелци такође разматрају и развој властитих ратних бродова.

### Најважнија достигнућа
Израелска војна индустрија позната је по својем пешадијском оружју, оклопним возилима, беспилотним летелицама и ракетама. Израел је такође развио и авионе међу којима су: ловачки авион Кифр (у резерви), ИАИ Лави (отказан) те систем за рано откривање и контролу ИАИ Фалкон.
Израел је једина земља на свету која има функционалан антибалистички систем на националном нивоу-систем Стрела (енгл. Arrow). Израел има способност да самостално лансира шпијунске сателите у орбиту. Ту способност поред Израела, поседују и Русија, САД, НР Кина, Јужна Кореја, Уједињено Краљевство, Француска, Италија, Немачка, Бразил, Индија и Украјина. Израелска војна индустрија развила је и сателите (Офек) и лансере (Шавит).
Познато је да Израел поседује нуклеарно оружје, иако Израелци то званично нису признали.
- Меркава Марк 4 тенк
- Оклопно возило Волф
- Јуришна пушка Тавор
- Анти-балистичка ракета Стрела (енгл. Arrow)
- Хеликоптер АХ-64 Сараф